# Kemankeş Kara Ali Paixà
Kemankeş Kara Ali Paşa (vers 1580-1624) fou un gran visir otomà. El seu nom Kemankeş vol dir "arquer". Era natiu del districte d'Hamid-Ili a Anatòlia i va rebre formació a Istanbul per servir a palau.
El 1620 fou beglerbegi del Diyarbekir amb rang de visir. Per l'execució d'un funcionari provincial sense coneixement del govern d'Istanbul fou traslladat al govern de Bagdad on va governar un any i després fou destituït i es va retirar a Kaysariyya, però va poder retornar a Istanbul a la mort d'Osman II (maig del 1622).
Llavors fou nomenat tercer visir i poc després, en ser destituït el gran visir Mere Hüseyin Paşa el 30 d'agost del 1623, va ocupar el càrrec. Va enfrontar el problema de la revolta d'Abaza Paixà a Anatòlia i al final la conquesta de Bagdad pels safàvides; el setembre de 1623 va permetre la deposició del sultà incapaç Mustafà I.
Va assegurar la seva situació personal amassant una fortuna a base de corrupció i venda de càrrecs; amb el suport del seu sogre Bostan-zade Mehmed Efendi, un erudit ben situat als cercles de poder, va destituir el Xaikh al-Islam Zekeriyya-zade Yahya Efendi que l'havia ofès, i volia nomenar per aquest lloc el seu sogre, però no ho va aconseguir. Va intentar fer condemnar als dos ex grans visirs Gürcü Mehmed Paixà I i Damat Halil Paixà però foren absolts de les acusacions de cooperar amb Abaza. Va intentar amagar la caiguda de Bagdad al sultà Murat IV i fou destituït i executat el 3 d'abril de 1624; la seva fortuna fou confiscada.